# Pedum (Lacio)
Pedum fue una antigua ciudad del Latium en la Italia Central. Situada entre Tibur y Praeneste, en la actual Gallicano nel Lazio.
Fue una de las más importantes ciudades que formaron la Liga Latina contra la Antigua Roma en el 493 a. C.
Alrededor del 488 a. C., Pedum fue tomada por el ejército invasor de los volscos, aliados con los romanos, al mando de Cayo Marcio Coriolano y Attio Tullio.
En el año 339 a. C., en el marco de las guerras entre los latinos y Roma, jugó un importante papel, siendo asediada por el cónsul romano Emilio. Fue un año después cuando los habitantes de Pedum fueron derrotados definitivamente por el ejército romano al mando de Camilo. A partir de entonces, comenzó su decadencia.